# Lucy Jane Wood
Lucy Jane Wood (ur. 23 kwietnia 1991 w Birkenhead) – angielska pisarka i youtuberka. Swoją karierę rozpoczęła od filmów o modzie oraz artykułów o kulturze popularnej, publikowanych w „Cosmopolitan UK”, „Sugarscape” i „Metro”. Jej debiutancka powieść fantasy, Rewitched, została wydana w 2024.

## Wczesne życie i edukacja
Wood pochodzi z Wirral i uczęszczała do Wirral Grammar School for Girls. Ukończyła Queen Mary University of London w 2013.

## Kariera
Założyła swój kanał na platformie Youtube latem 2013, niedługo po zakończeniu studiów. Stała się znana z treści poświęconych modzie, urodzie oraz stylowi życia, a zwłaszcza z serii prezentującej zakupy ubrań publikowanych pod nazwą Size 14. Pojawiła się jako panelistka w programie Social in the City. W 2024 jej kanał miał ponad 200 tysięcy subskrybentów.
Regularnie pisała dla magazynu „Cosmopolitan UK” i pracowała jako redaktorka w „Sugarscape”. Odeszła z niego w 2017, aby pracować jako freelancerka i zaczęła współpracę z gazetą „Metro”. W latach 2018 i 2019 jej artykuły o celebrytach pojawiały się także w pismach siostrzanych dla magazynu „Cosmopolitan”, takich jak „Harper's Bazaar” i „Marie Claire”, a w tym drugim pracowała przez pewien czas jako redaktorka poranna.
W lutym 2024 podpisała umowę na dylogię książek z wydawnictwem Pan Macmillan, dzięki której we wrześniu tego samego roku opublikowała swoją debiutancką powieść fantasy Rewitched. Opowiada ona historie 30-letniej czarownicy o imieniu Belle, mieszkającej w Londynie. Pisząc, Wood czerpała inspiracje z mediów związanych z czarownicami z lat 90. XX wieku. Powieść ukazała się w Polsce pod tym samym tytułem 23 października 2024 nakładem wydawnictwa Storylight, imprintu wydawnictwa Insignis, w tłumaczeniu Anny Kłosiewicz.

## Wybrane dzieła
- Rewitched (2024)
- Uncharmed (2025)